# クォンタムジャンプジャパン
クォンタムジャンプジャパンは、東京都新宿区に本社を置く自動車総合再生コンサルティングなどを手がける企業。

## 概要
2005年に船井財産コンサルタンツ（船井総合研究所の子会社）グループ会社「株式会社船井財産トータルサポート」として創立。主に自動車教習所向け車両の仕入れ・販売を行う。
2006年11月1日、船井財産コンサルタンツが創業者の酒井正和などに持ち株の大半を売却して持分法適用関連会社から外れたため、社名を「クォンタムジャンプジャパン株式会社」に変更。「クォンタムジャンプ」は英語で「量子的飛躍」、これには「挑戦と飛躍」が込められている。同年には軽貨急配株式会社及び子会社軽貨ロジスティクス株式会社と業務提携を結び、軽貨物運送にも参入。
2009年にはプロレスイベント「ハッスル」のサポートを開始するとともに、学生パフォーマンスイベント「ハッスルどライヴ」を主催する。
しかし、同年限りでハッスルから撤退。翌年には新イベント「SMASH」を旗揚げ。株式会社スマッシュとともに主催に当たる。また「ハッスルどライヴ」も「SMASH CAMP」と改める。